# Гирчень
Гирчень, Гирчені (рум. Gârceni) — село у повіті Васлуй в Румунії. Адміністративний центр комуни Гирчень.
Село розташоване на відстані 274 км на північ від Бухареста, 34 км на захід від Васлуя, 49 км на південний захід від Ясс.

## Населення
За даними перепису населення 2002 року у селі проживали 1086 осіб, усі — румуни. Усі жителі села рідною мовою назвали румунську.